# Комаровка (Новоспасский район)
Комаровка — село в Новоспасском районе Ульяновской области.

## Происхождение названия
Первое название села — Комаровка, происходит от фамилии одних из первых местных помещиков.

Второе название села — Ивановское, происходит от названия первой церкви, поставленной в нем во имя Иоанна Предтечи.

### История названий
Названия села приведены в соответствии с указанными на картах и документах соответствующих лет. Орфография сохранена.
- 1780, 1789 — Ивановское (Комаровка тож)
- 1792 — Камаровка
- 1796 — Ивановское (Комаровка тож)
- 1800 — Коморавка
- 1806 — Ивановское (Камаровка тожъ)
- 1811 — Ивановское (Комаровка тож)
- 1816 — Ивановское Камаровка
- 1846, 1859 — Комаровка
- 1861 — Ивановское (Комаровка)
- 1868, 1870, 1871 — Комаровка
- 1883 — Комаровка (Ивановка)
- 1884, 1887, 1897, 1900, 1913, 1984, 1985, 1989, 2000, 2008 — Комаровка

## География
Село Комаровка расположено на возвышенной холмистой местности при ключе Ужином. В центре села на этом ключе поставлены запруды.

## История

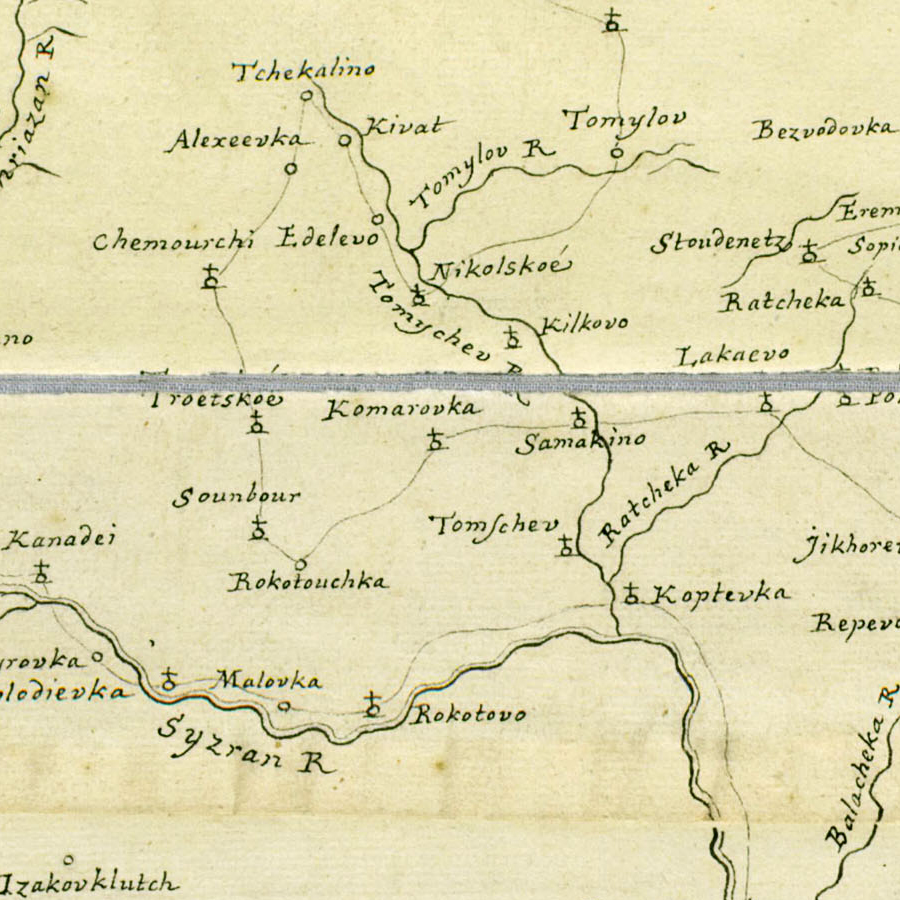
Камаровка на 40-верстной карте «Симбирск, Самара и Петровск» 1729 г.

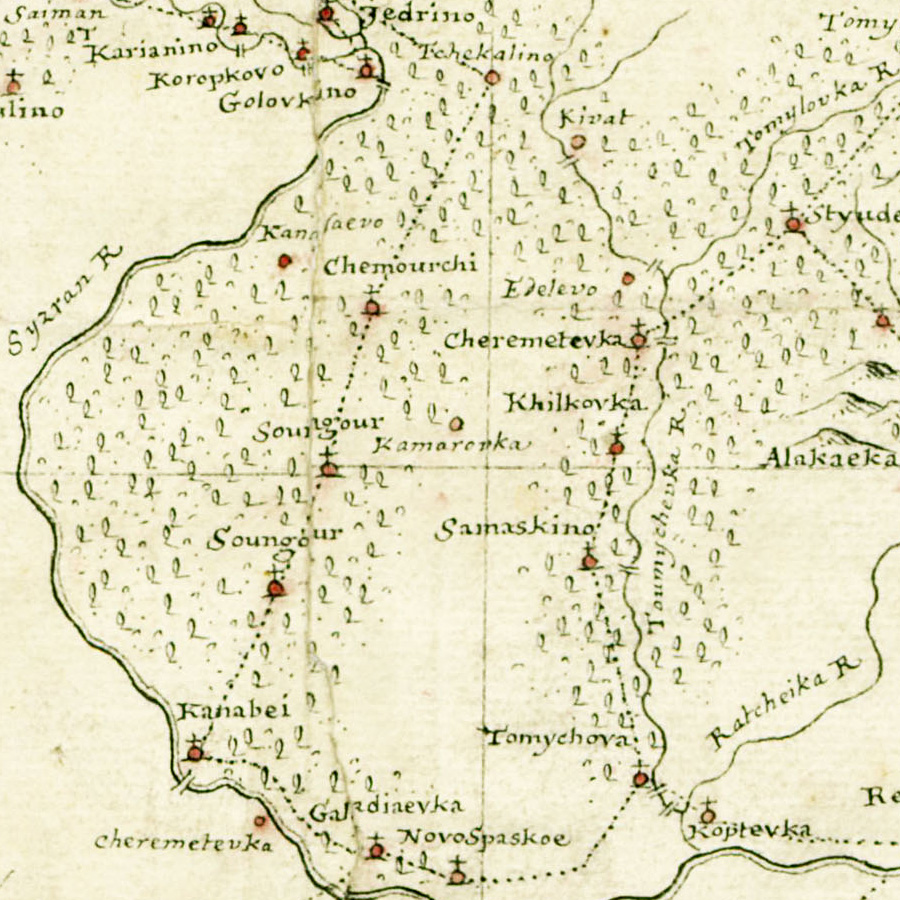
Камаровка на 110-верстной карте «Симбирск. Течение Волги от Саратова до Симбирска» 1729 г.

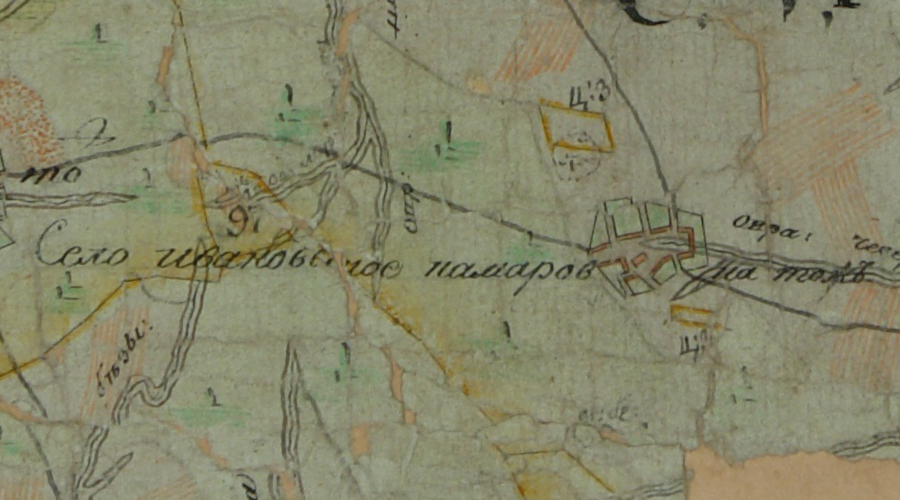
Село Ивановское (Камаровка тожъ) на двухверстной карте Симбирской губернии Сызранского уезда 1806 г.

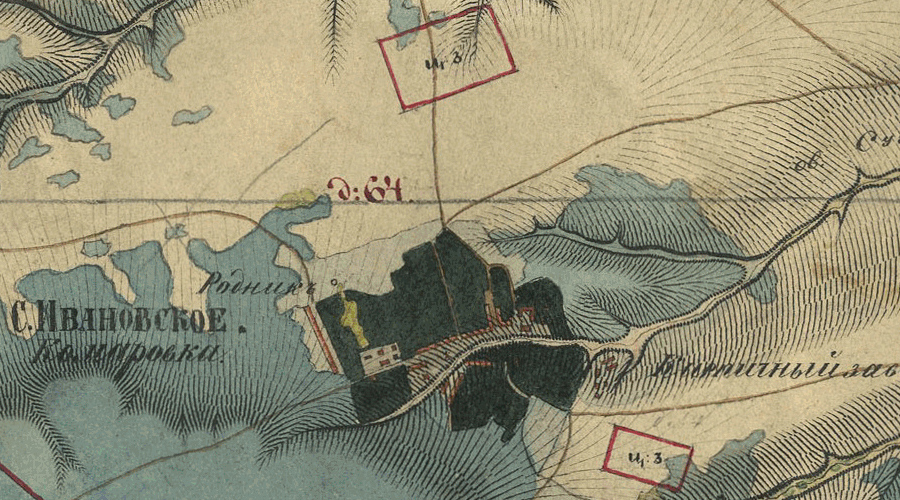
Село Ивановское (Комаровка) на одноверстной карте Менде Симбирской губернии 1861 г.

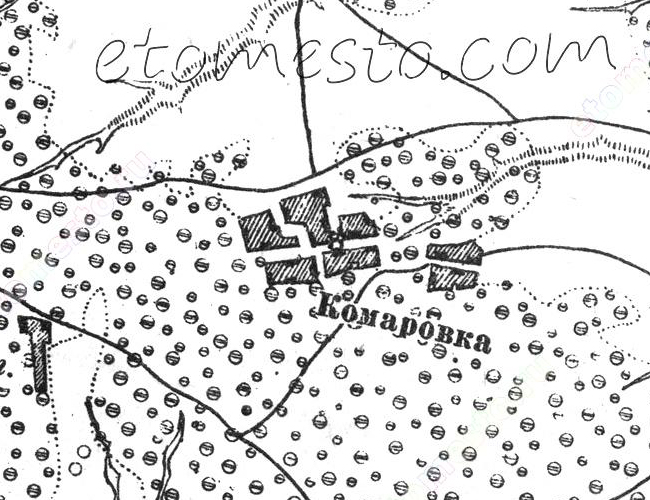
Село Комаровка на трёхвёрстной карте Шуберта Симбирской губернии 1870—1919 г..

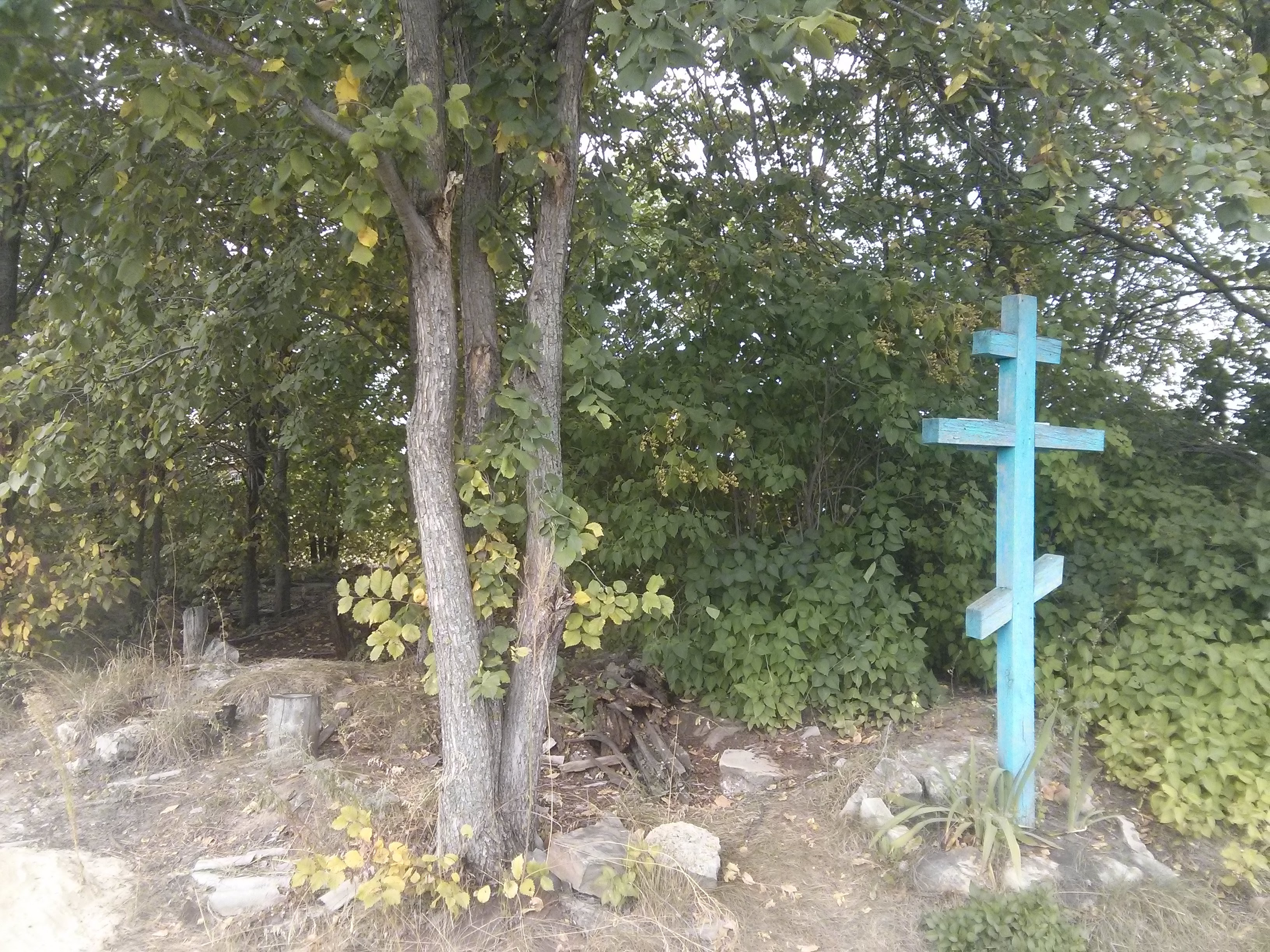
Памятный крест на месте алтаря Церкви мученика Валериана в Комаровке

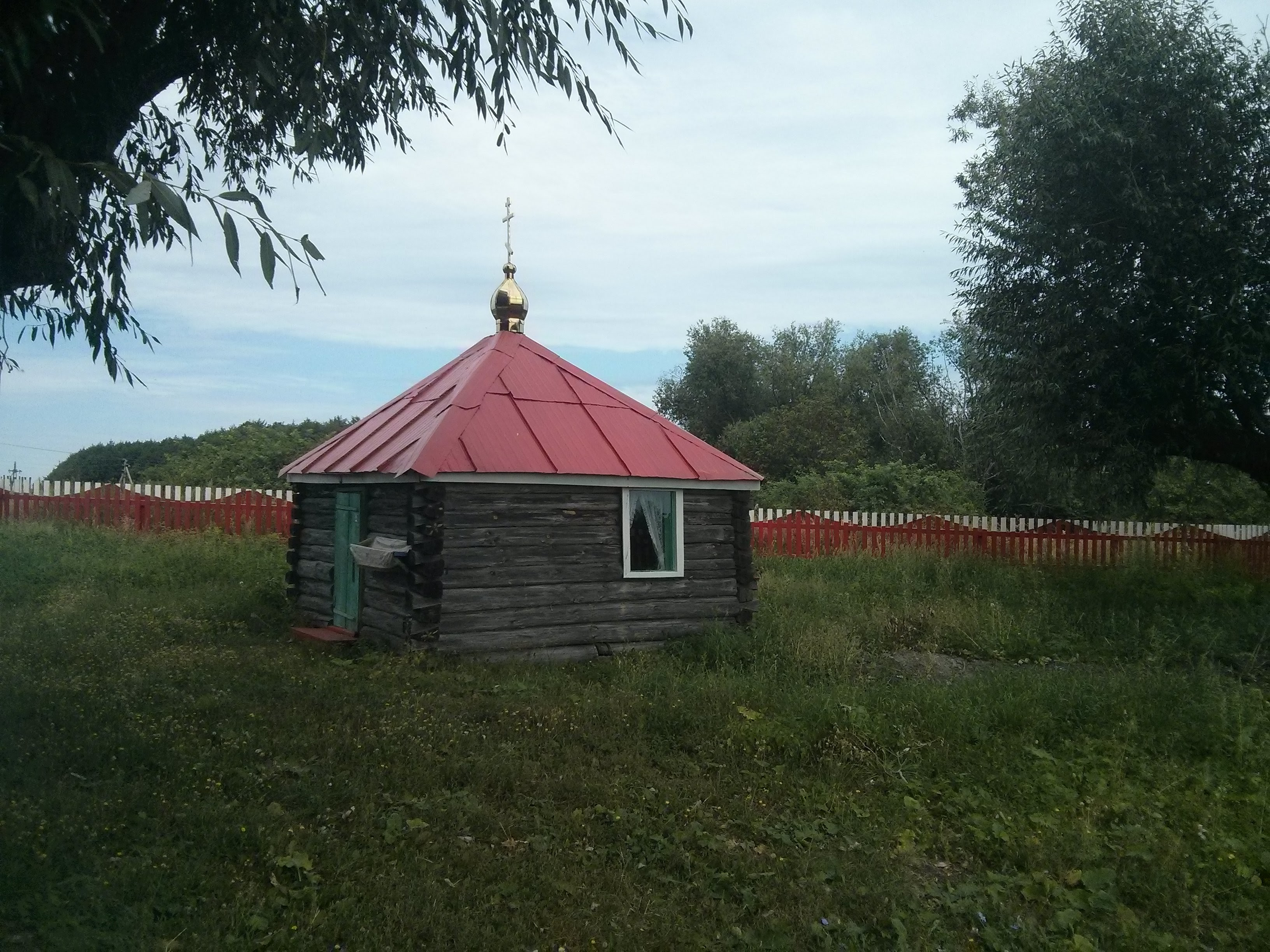
Часовня на роднике Параскевы Пятницы

Комаровка образовалась в конце XVII века, когда на реке Чумыш (современная Томышевка) стали выделять земли дворянам:
6 июня 7190 [1682] года записано по обе стороны от речки Чумышу между дач симбирских и мурз Еделевских и Тургаковских симбирянам Федору, Дмитрию и Александру Насакиным и Прокофию Клементьеву по 60 четвертей, Григорию Саврасову, Осипу Микулину по 50 четвертей и Ивану Ивашеву 40 четвертей.
В XVIII веке был построен самый первый храм в Комаровке. Он был освящен в честь Иоанна Предтечи и от названия церкви происходит второе название села — Ивановское.
В 1723 году, на момент 1-й подушной переписи, упоминается как сельцо Ивановское, Комаровка тож. Население — 62 человека. Помещики: Насакины, Ждамировы, Самайкины, Ивашевы, Ульянины, Дедешины.
В 1748 году, на момент 2-й подушной переписи, упоминается как село Ивановское, Комаровка тож. Население — 135 человек. Помещики: Насакины, Ждамировы.
В 1762 году, на момент 3-й подушной переписи, упоминается как село Ивановское, Комаровка тож. Население — 433 человека. Помещики: Насакины, Ждамировы, Михайловы, Коровкины.
В 1780 году было создано Симбирское наместничество и село Ивановское (Комаровка тож) при речке Чечоре перешло из Симбирского уезда в Канадейский уезд. По ревизским сказкам в селе было 3 однодворческие души и 203 души помещичьих крестьян. Из помещиков в Комаровке на тот год проживали премьер-майор Илья Андреевич Насакин и подпоручик Евдоким Васильевич Насакин.
В 1796 году поручику Александру Евдокимовичу Насакину отказывается недвижимое имение в селе Ивановском (Комаровка тож), Канадейской округи, дошедшее ему по наследственной линии от пращура Ильи Кузьмича Насакина. Поместье пожаловано Илье Насакину в 7192 (1684 от Р.Х.) году.
К началу XIX века Иоанно-Предтеченский храм обветшал (отсутствует на карте 1806 года) и, вскоре, был перестроен и расширен, став двухэтажным (виден на карте 1816 года). Первый этаж сохранил посвящение Иоанну Предтече, а второй был посвящен Владимирской Иконе Божией Матери.
По другим данным, второй этаж был посвящен Крещению Господню.
В 1846 году поручик Александр Евдокимович Насакин отделяет единственному сыну — капитану Николаю Александровичу Насакину землю и крестьян в селе Комаровке Сызранского уезда. Имение принадлежало пращурам Александра Евдокимовича: прапрадеду — Илье Кузьмичу, прадеду — Семену Ильичу, деду — Василию Семеновичу, отцу — Евдокиму Васильевичу Насакиным.
В 1858 году сгорел двухэтажный храм.
На 1859 год в Комаровке при ручье Ужином был 41 двор, 507 жителей: 242 мужчины и 265 женщин.
К 1859 году прихожанами была построена Церковь Мученика Валериана и её деревянная ограда. Было принято решение назвать ее в память о втором сыне местного барина: прапорщике Валериане Николаевиче Насакине (10.8.1835—1871), так как в село пришло известие о его гибели 27.8.1855 на Малаховом кургане в ходе Крымской войны. Впоследствии оказалось, что известие было ошибочным. Церковь находилась в центре села и ничем не выделялась из прочей застройки ни архитектурным стилем, ни размерами.
В 1883 году в Комаровке (Ивановке) было 36 дворов, 503 жителя.
На 1884 год в Комаровке Самайкинской волости было 86 дворов, 491 житель: 240 мужчин, 251 женщина.
С 1887 года в Комаровке действует церковно-приходская школа.
В 1897 году в Комаровке Самайкинской волости было 625 жителей: 308 мужчин и 317 женщин. Из них от 8 до 12 лет: мальчиков 26, девочек 27, а всего 53
В 1900 году прихожанами Валериановской церкви непосредственно из Комаровки было 518 человек: 264 мужчины и 254 женщины. Количество дворов в Комаровке — 96. Входило в состав 6-го благочиннического округа Сызранского уезда Симбирской губернии.
По результатам подворной переписи 1910—1911 годов в Комаровке:
1. бывших помещичьих крестьян Насакина: приписных наличных жителей — 264, приписных отсутствующих жителей — 35, посторонних наличных жителей — 3. Процент грамотности приписного наличного населения — 57,1 %;
2. бывших помещичьих крестьян Булашевича: приписных наличных жителей — 172, приписных отсутствующих жителей — 27, посторонних наличных жителей — 0. Процент грамотности приписного наличного населения — 57,6 %;
3. бывших помещичьих крестьян Москатиньевой: приписных наличных жителей — 67, приписных отсутствующих жителей — 13, посторонних наличных жителей — 0. Процент грамотности приписного наличного населения — 54,5 %.

В 1913 году в Комаровке на Ужином ключе было 98 дворов, 410 жителей: 200 мужчин и 210 женщин.
На 1914 год входило в состав 6-го благочиннического округа Сызранского уезда Симбирской губернии.
После революции 1917 года Церковь мученика Валериана превращена в клуб, а колокольня была разобрана.
В 1947—1958 годах в Комаровке существовала артель «Сталинский путь».
В 1976 году Церковь мученика Валериана признана памятником архитектуры со следующим описанием значимости:
Пример провинциального культового здания II пол. XX века, свидетельствующего о широкой распространенности в данном районе типа деревянных трехчастных приходских церквей. Сохранились фрагменты характерного для них фасадного декора.
В 1980-х годах Церковь мученика Валериана разобрана и из ее материалов построено жилое здание, которое сгорело через несколько месяцев.
В 1996 году в Комаровке было 353 жителя.
В 2002 году в Комарове было 304 жителя.
До 2006 года в Комаровке действовала начальная школа (1—4 классы). Дальнейшее обучение проходило в школе соседнего села.
В 2010 году в Комаровке было 223 жителя.

## Достопримечательности
- Церковь мученика Валериана внесена в список культурного наследия России под номером 7300000257[25].
- В Валериановской церкви находилась чудотворная икона Божией Матери[26].
- Много лет назад в Комаровке в «Святом роднике» произошло явление иконы Святой Параскевы Мученицы, которая хранилась в Валериановской церкви, а теперь хранится в Троицком Сунгуре[9][27][28].
- В Комаровке находится «Глазной родник», который, согласно рассказам, исцеляет глаза[29].
- Всего в Комаровке находится восемь родников[29].
- В Комаровке сохранилась могильная плита помещика Сергея Вадимовича Насакина (14.9.1862-14.9.1907), похороненного рядом с Валериановской церковью.

## Население
| 2010 |
| ---- |
| 223  |

## Улицы
| - Балакеевчина ул. - Нижняя ул. - Новая ул. - Огородная ул. - Родниковая ул. | - Садовая ул. - Сосновая ул. - Трудящихся ул. - Шемеловка ул. - Школьная ул. |

## Люди, связанные с селом
- Примерно в 1745 году в Комаровке родился Иван Яковлевич Насакин — генерал-майор, командир 16-го егерского полка (с 29.3.1801 переименован в 15-й егерский, а с 16.8.1863 в Коломенский 119-й пехотный полк).
- В 1867 году в Комаровке родился Николай Вадимович Насакин — драматург, беллетрист, публицист и экономист, журналист, один из первых киножурналистов России.

## Галерея

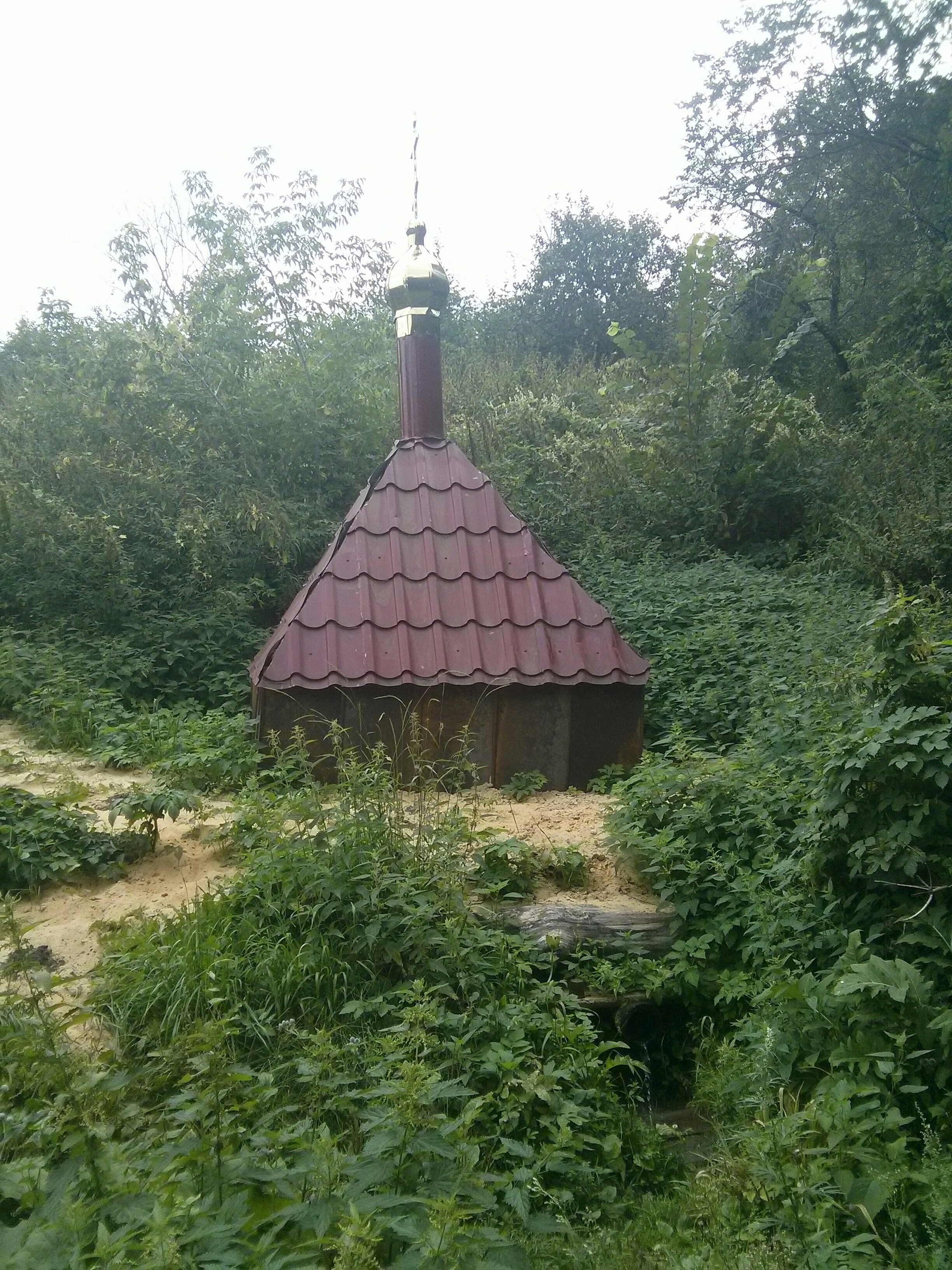
Родник в Комаровке
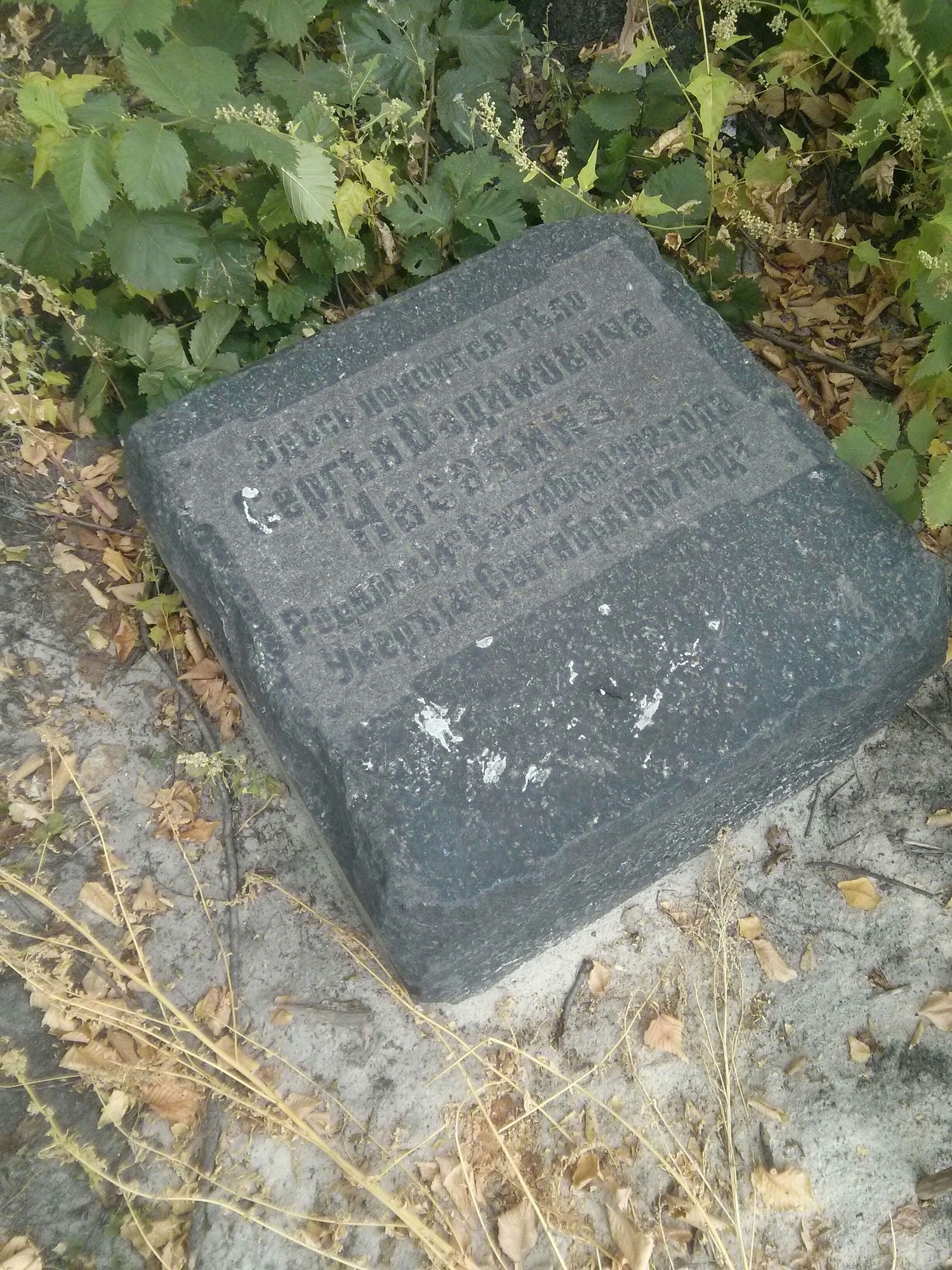
Могильная плита Сергея Вадимовича Насакина (14.9.1862-14.9.1907)